# والنتینا توریسینی
والنتینا توریسینی (انگلیسی: Valentina Turisini؛ زادهٔ ۱۶ اوت ۱۹۶۹) تیرانداز اهل ایتالیا است.